# Trésor de Berthouville
Le trésor de Berthouville est un trésor archéologique découvert en 1830 par un laboureur sur le territoire  de la commune de Berthouville, près de Bernay, en Normandie. Il comprend une centaine de pièces d'argenterie, dont certaines figurent parmi les chefs-d'œuvre de la toreutique antique. Il est actuellement conservé à Paris au Cabinet des médailles de la Bibliothèque nationale de France.

## Découverte
Le trésor est découvert le 21 mars 1830 par Prosper Taurin, alors que celui-ci laboure son champ : le soc de sa charrue est bloqué par une tuile romaine qui, une fois dégagée, s'avère protéger un ensemble de pièces d'argenterie enfouies à 20 centimètres à peine dans le sol. Le paysan confie sa découverte à un notable local, qui prévient des archéologues locaux. Le trésor est ensuite examiné par Charles Lenormant pour le compte du musée du Louvre et par Désiré Raoul-Rochette, conservateur des médailles et pierres gravées du Cabinet des médailles. Ce dernier se porte aussitôt acquéreur pour le montant assez modeste de 15 000 francs,.
Le trésor est publié pour la première fois en 1832 par l'archéologue normand Auguste Le Prévost, puis par Ernest Babelon, directeur du département des Monnaies, médailles et antiques de la Bibliothèque nationale de France.
Une copie des principales pièces du trésor est visible au musée municipal de Bernay.

## Contexte archéologique
Le trésor se trouvait dans une cache maçonnée dans une galerie pavée qui appartenait à un sanctuaire gallo-romain. Les fouilles menées entre 1897 et 1898 par Camille de La Croix à l'instigation du conseiller général brionnais Arthur Join-Lambert, ont révélé deux temples, un théâtre et des pièces chauffées par hypocauste. Le sanctuaire a fait l'objet au moins d'une réfection importante dans son histoire. Dédié à Mercure, il portait le nom de Canetonum et dépendait de la cité des Lexoviens dont le chef-lieu était Noviomagus. L'enfouissement du trésor fut au départ attribué à des troubles ou à la menace d'invasion, mais on retient plutôt désormais l'hypothèse d'une cache dénuée de toute urgence.

## Description

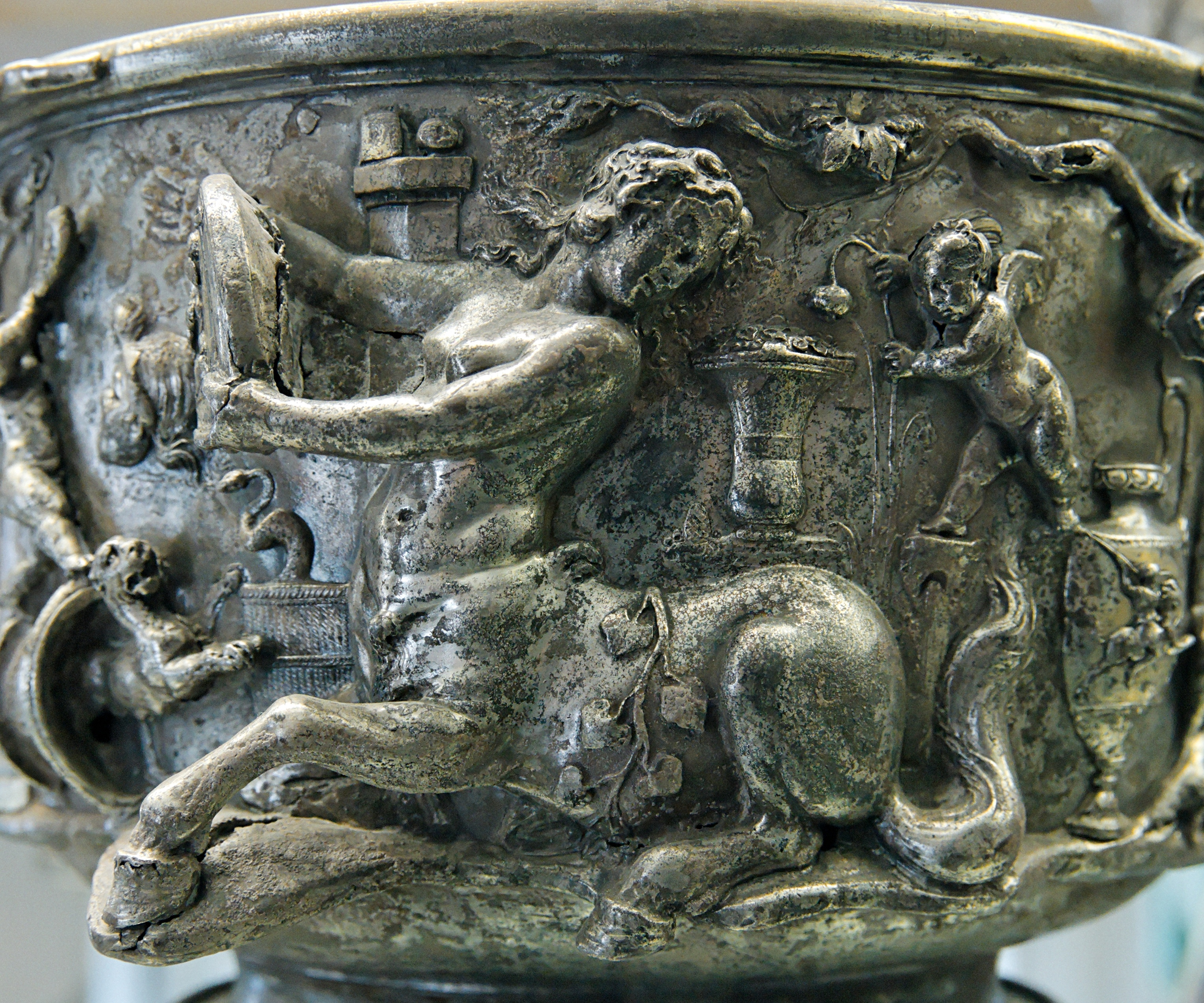
Centauresse et amours, détail de l'une des Coupes aux Centaures de Berthouville (cat. 60). Paris, département des Monnaies, médailles et antiques de la Bibliothèque nationale de France.

Le trésor comprend une centaine de pièces, principalement des vases et des fragments, mais aussi des statuettes de Mercure, dont l'une de 60 centimètres de haut. Les pièces ont été déposées à titre votif dans un temple gallo-romain consacré à Mercure Canetonensis, l'un des principaux dieux gaulois, puis enterrées à la fin du IIe siècle apr. J.-C., sans doute pour les protéger d'une invasion barbare.
La plus grande partie du trésor est datable du IIe siècle ; l'un des vases comporte une inscription votive avec un nom de cette période ; un autre est clairement influencé par une colonne en relief du temple d'Artémis à Éphèse et doit dater de l'époque d'Hadrien. Neuf des pièces, parmi les plus belles, ont été dédiées par un Quintus Domitius Tutus et se rattachent plutôt au Ier siècle. Une partie des pièces est de style gallo-romain, les autres sont l'œuvre d'un atelier italo-grec.
Le skyphos aux centaures, a été réalisé au Ier siècle après J-C, probablement à Rome. C'est un vase à boire sans pied, en argent et réalisé selon la technique du repoussé. D'une hauteur de 11,4cm et d'un diamètre de 15cm, il pèse environ 1,6 kg, les pattes de la centauresse en font une quasi-sculpture héritée de l'art hellénistique.